# Biblioteca Valenciana Nicolau Primitiu
La Biblioteca Valenciana Nicolau Primitiu és una biblioteca situada a València. Va ser creada pel Decret 5/1985 del Consell de la Generalitat Valenciana el 8 de gener de 1985. Segons la Llei 10/1986, de 30 de desembre, d'Organització Bibliotecària de la Comunitat Valenciana, és el principal centre bibliogràfic del País Valencià i considerada una biblioteca nacional valenciana. Depèn de la conselleria competent de l'àmbit de la cultura de la Generalitat Valenciana.
La raó de ser de la institució des de la seua creació el 1985 és la de "reunir, conservar i difondre el patrimoni bibliogràfic valencià i tota la producció impresa, sonora i visual, de i sobre la Comunitat Valenciana, i constituir-se amb caràcter obligatori en receptora d'un dels exemplars procedents de les oficines del Depòsit Legal”.

## Història

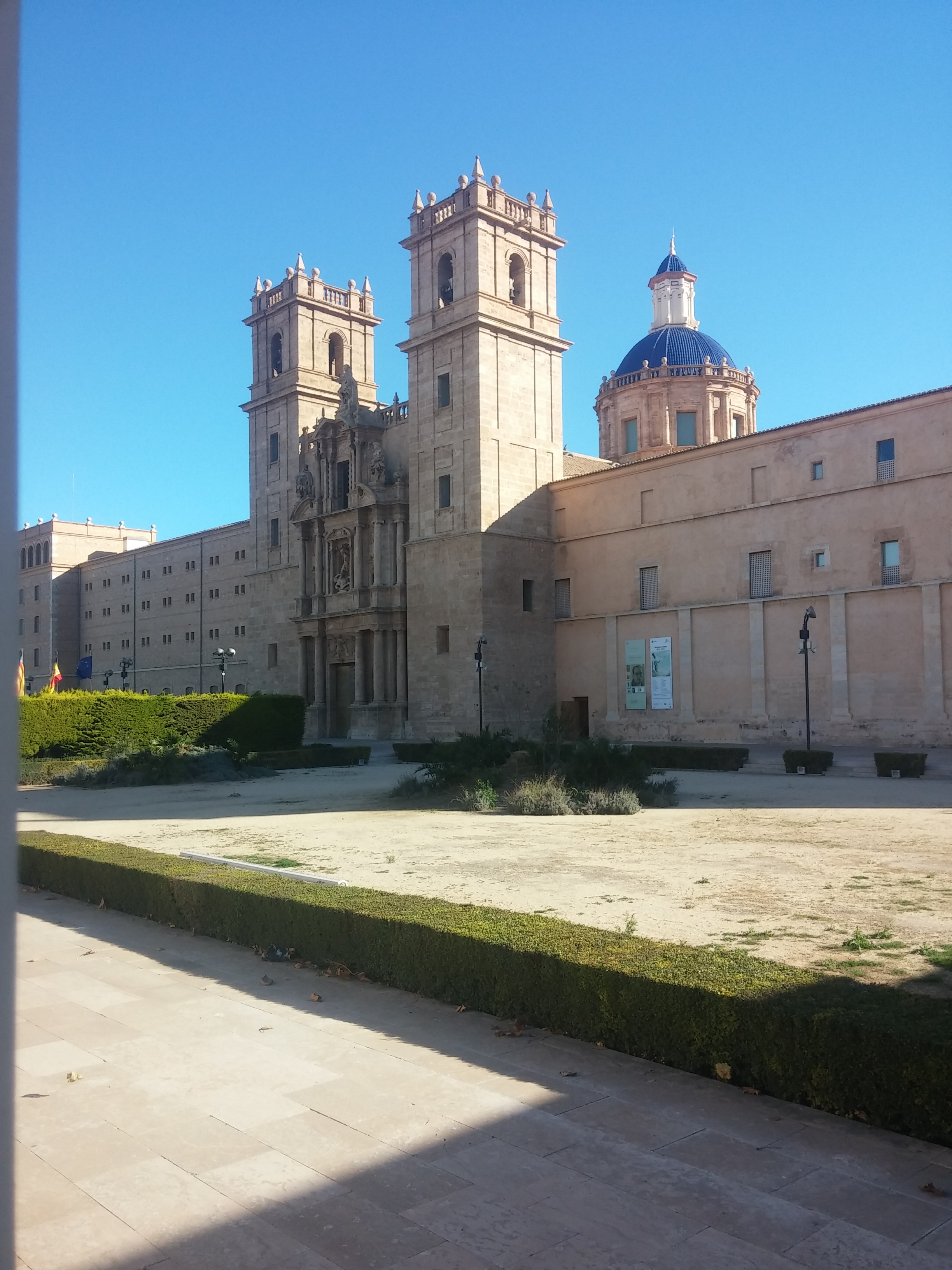
Vista exterior del monestir de Sant Miquel dels Reis

El projecte de la biblioteca s'inicià amb el decret 5/1985. El 1989 es creà el Consorci de Sant Miquel dels Reis per a restaurar el Monestir de Sant Miquel de Reis. El 1995 es decidí que aquest monestir fóra la seu. El 2000 arribaren els primers fons i s'inaugurà el 30 de març d'aquell mateix any.
La secció primera i principal és la Secció Nicolau Primitiu, que prové de la Biblioteca Pública de l'Estat de València.
L'any 2002, es creà el projecte de digitalització Biblioteca Valenciana Digital (BIVALDI). Posteriorment, es convertí en un depòsit digital institucional que segueix la iniciativa de l'accés obert i fou partícip dels projectes Biblioteca Virtual del Patrimoni Bibliogràfic i Biblioteca Digital Europea (Europeana).
L'any 2010, es publica el Decret 33/2010, pel qual la Biblioteca Valenciana passa a denominar-se Biblioteca Valenciana Nicolau Primitiu.
L'any 2017 llença el Catàleg d'Autoritats.

## Fons
També resulta fonamental l'ingrés d'obres procedents del dipòsit legal, ja que això permet la conservació d'una mostra de la producció editorial valenciana, que és una de les finalitats que ha de complir aquesta biblioteca d'acord amb el que regula el mateix decret de creació, i se'ls dona l'adequada difusió per la Bibliografia Valenciana en línia.
A més, destaca la important col·lecció de fons gràfic reunida per aquesta biblioteca i en la qual podem trobar una àmplia mostra de fotografies, targetes postals, dibuixos, gravats, mapes, plànols, cromos, etc., des del segle xvi fins a l'actualitat. Entre els fons que integren aquesta col·lecció, destaquen els de José Huguet, Vicent Peydró, Joaquín Sanchis Serrano "Finezas", Mario Guillamón, Francesc Jarque, José Lázaro Bayarri, Publipress, Desfilis, i la col·lecció de fotografies aèries d'Espanya, que són una mostra de la vida i costums valencians, de la seua història i dels seus pobles i paisatges, i és un testimoni de valor incalculable.
Hi ha una col·lecció de fons audiovisual i d'àudios de més de 15.000 exemplars digitalitzats.

## Catàlegs
Tots els catàlegs presenten els registres en format MARC.
- Catàleg d'Autoritats: control d'autoritats.
- Catàleg de Fons de la Biblioteca Valenciana: registres dels fons de l'entitat.
- Catàleg Col·lectiu de Patrimoni Bibliogràfic Valenciana: registre dels fons de totes les biblioteques valencianes que siguen obres impreses del segle xv fins al segle xix.[6]

## Laberintos
Laberintos és una revista de periodicitat anual editada per la Biblioteca Valenciana i dedicada a reconstruir la memòria dels exilis culturals espanyols. L'origen de la revista està lligat a la col·lecció de l'Exili de la Biblioteca Valenciana, que custodia llibres, diaris i documents d'arxiu procedents de personalitats i institucions de l'exili, com ara Vicente Llorens, Guillermina Medrano, Rafael Supervía, Jesús Martínez Guerricabeitia, Ignacio Soldevila, José Rodríguez Olazábal, Juan Gil-Albert o la Casa Regional Valenciana a Mèxic. Dirigida des dels seus inicis per Manuel Aznar Soler, en la revista ha participat prop d'un centenar de col·laboradors.